# Siloxerus tomentosus
Siloxerus tomentosus là một loài thực vật có hoa trong họ Cúc. Loài này được (J.C.Wendl.) Ostenf. mô tả khoa học đầu tiên năm 1921.